# 上海市交通委员会
31°12′40″N 121°28′23″E / 31.210991°N 121.4730523°E
上海市交通委员会，简称上海市交通委，根据《中共中央办公厅国务院办公厅关于印发〈上海市人民政府职能转变和机构改革方案〉的通知》（厅字〔2014〕20号）的规定设立，拆分自原城乡建设和交通委员会，主管上海市交通运输，是上海市人民政府组成部门。
上海市交通委员会机关行政编制为229名。其中，主任1名、副主任5名，秘书长1名，总工程师1名，正副处级领导职数60名。

## 内设机构
根据职责，上海市交通委员会设18个内设机构：
办公室、研究室、组织人事处（老干部处）、计划财务处（审计处）、法规处（行政审批制度改革处）、综合规划处、交通建设处、科技信息处、安全监管处、综合交通处、航运处（洋山港区管理办公室）、轨道交通处、交通战备处（加挂上海市国防动员委员会交通战备办公室牌子）、社会宣传处、信访办公室、机关党委（直属单位党委）、工会、团工委。

## 直属机构
上海市交通委员会直接管理以下的事业单位：
- 上海市道路运输管理局
- 上海市交通委员会执法总队
- 上海航运交易所
- 上海中国航海博物馆[4]
- 上海市道路运输事业发展中心
- 上海市港航事业发展中心
- 上海市交通建设工程安全质量监督站
- 上海市交通建设工程管理中心
- 上海市交通委员会行政服务中心（上海市邮政业安全监管事务中心、上海市交通委员会宣传教育中心）
- 上海市交通委员会交通指挥中心
- 上海市交通发展研究中心
- 上海市交通委员会职业资格中心（上海市交通委员会干部学校）
- 上海市交通委员会老干部活动室
- 上海港引航站
- 上海交通职业技术学院